# Saccharodite virgata
Saccharodite virgata är en insektsart som beskrevs av Bernhard Zelazny 1981. Saccharodite virgata ingår i släktet Saccharodite och familjen Derbidae. Inga underarter finns listade i Catalogue of Life.